# Olof Rabenius (författare)
Olof Gustaf Severin Rabenius, född i Uppsala den 25 augusti 1882, död den 3 april 1948 i Stockholm, var en svensk skriftställare, son till Theodor Rabenius och Olena Falkman.
Rabenius blev filosofie kandidat vid Uppsala universitet 1906 och filosofie licentiat 1910. Han var litterär medarbetare i Svenska dagbladet 1907-1911, i Stockholms dagblad 1911-1924 och teateranmälare i Nya dagligt allehanda 1916-1926 samt litterär medarbetare i Stockholms-Tidningen 1926-1931. Han var lärare och föreläsare vid Högre lärarinneseminariet från 1918 och inspektor för Franska skolan i Stockholm 1931-1937. Rabenius var ledamot av konsertföreningens styrelse och dess arbetsutskott 1921-1931, litterär ledare vid Almqvist och Wiksells bokförlag 1923-1926 och ledare av Stockholms borgarskolas föreläsningslinje från 1931 och verkställande ledamot i folkkonsertförbundets styrelse 1930-1941. Rabenius utgav essaysamlingen Mörka gestalter och ljusa (1931), Stockholms borgarskola under hundra år (1936) och Kring drottning Kristinas klocka (1942). Han författade även tidskriftsuppsatser och översatte filosofiska arbeten.

## Skrifter (urval)
- Gerhart Hauptmann (1913)
- Strindbergs lyrik (1919)
- Diktens livsvärden (Norstedt, 1927)
- Mörka gestalter och ljusa (1931)
- Stockholms borgarskola under hundra år 1836-1936: en minnesskrift (Borgarskolan, 1936)
- Kring drottning Kristinas klocka: kulturbilder och personteckningar från Uppsala (Fritze, 1942)
- Mellan Stockholms strömdrag: glimtar från pressens, teaterns, musikens, skolans och sällskapslivets värld (Fritze, 1943)
- Hans Larsson: en svensk diktarfilosof (Fritze, 1944)
- Gustaf Fr. Bergh: en mästare bland apotekare (Fritze, 1946)
- Fritzes bokförlag 110 år: en minneskrönika 1837-1947 (Fritze, 1947)

## Översättningar
- Johann Gottlieb Fichte: Första inledningen till vetenskapsläran ; Vägen till ett saligt liv (Björk & Börjesson, 1914)
- Friedrich Nietzsche: Till moralens genealogi (Björck & Börjesson, 1917)
- Immanuel Kant: Tanke och hälsa: om själens makt att genom blotta föresatsen bli herre över sina sjukliga känslor (Natur och kultur, 1923)
- Jehanne d'Orliac: Lady Chatterleys andre man (Le deuxième mari de lady Chatterley) (Suecia, 1944)
- Voltaire: Candide (Candide) (Jan, 1947)